# Крупи (Соколовський повіт)
Крупи (пол. Krupy) — село в Польщі, у гміні Косув-Ляцький Соколовського повіту Мазовецького воєводства.
Населення — 55 осіб (2011).

## Демографія
Демографічна структура станом на 31 березня 2011 року:
|          | Загалом | Допрацездатний вік | Працездатний вік | Постпрацездатний вік |
| -------- | ------- | ------------------ | ---------------- | -------------------- |
| Чоловіки | 27      | 1                  | 19               | 7                    |
| Жінки    | 28      | 3                  | 13               | 12                   |
| Разом    | 55      | 4                  | 32               | 19                   |